# Mariana Almeida Nogueira
Mariana Maltez de Almeida Nogueira (Lisboa, 15 de agosto de 1990), é uma jornalista e poeta portuguesa, autora do livro Já Pertenci a Tanta Coisa para Tentar Pertencer a Mim.

## Biografia
Filha do pivot da SIC e SIC Notícias, Paulo Nogueira, nasceu e cresceu em Lisboa. Fez os seus estudos nos Salesianos – Oficinas de São José e, posteriormente, na Escola Secundária do Restelo.
É formada em Design de Comunicação, pela Faculdade de Belas Artes da Universidade de Lisboa, e obteve o mestrado em Jornalismo, na Faculdade de Ciências Sociais e Humanas da Universidade Nova de Lisboa. Entre 2011 e 2017, antes de enveredar pelo jornalismo, viveu em Milão, dedicando-se à área da comunicação, relações públicas e organização de eventos.
Em 2019, começou a trabalhar no grupo Trust in News, para a revista VISÃO, revista PRIMA e Jornal de Letras, onde escreve sobre cultura, nomeadamente sobre artes visuais, teatro e filosofia. 
É ainda autora do substack "O Radar Cultural" e colabora com o caderno cultural da revista Brotéria.
Em 2020, participou com poemas da sua autoria em duas exposições do Janus Project  , um ciclo de exposições digitais criado pela POUSIO - Arte e Cultura, durante a pandemia de Covid-19.
A 13 de dezembro de 2023, lançou Já Pertenci a Tanta Coisa para Tentar Pertencer a Mim (Caminho das Palavras, 2023), o seu primeiro livro de poemas, uma “procura da beleza e da harmonia, latentes em todas as dimensões da vida que nos fazem ser mais humanos”.

## Prémios

### 2021
Prémio de Jornalismo da Liga Portuguesa Contra o Cancro 2021, com a reportagem “O drama dos doentes sem covid-19”.

### 2022
1º lugar do Prémio de Jornalismo da Sociedade Portuguesa de Psiquiatria e Saúde Mental, com a reportagem “Sinto-me frágil”
Menção honrosa no Prémio de Jornalismo da APED na Área da Dor, com a reportagem “Viver com dor”.

### 2023
3º lugar e uma menção honrosa no Prémio de Jornalismo da Sociedade Portuguesa de Psiquiatria e Saúde Mental, respetivamente com as reportagens “Burn out - Trabalhar até quebrar” e “Depressão – Os caminhos da cura”.

### 2024
Prémio de Jornalismo da Liga Portuguesa Contra o Cancro, com a reportagem “Cancro do Pulmão - O Vilão Silencioso”.

## Obras publicadas
| Ano de publicação | Nome da obra publicada                                | Editora              |
| ----------------- | ----------------------------------------------------- | -------------------- |
| 2023              | Já Pertenci a Tanta Coisa para Tentar Pertencer a Mim | Caminho das Palavras |